# Брюгген, Эраст Дмитриевич
Эраст Дмитриевич Брюгген (Эрнст Хайнрих фон-дер-Брюгген, нем. Ernst Heinrich von der Brüggen; 1794—1863) — русский военачальник, генерал-лейтенант.

## Биография
Из дворян. Получил хорошее образование. На военную службу он поступил юнкером лейб-гвардии 1-й артиллерийской бригады.
Принимал участие в Отечественной войне 1812 года, участвовал во взятии Парижа в 1814 году.
В 1831 году усмирял польский мятеж.
На военном поприще Брюгген дослужился до генерал-майора с назначением его наказным атаманом Астраханского казачьего войска. В соответствующую должность Эраст Дмитриевич вступил 15 мая 1838 года и состоял в ней до 21 апреля 1848 года.
Под его руководством работала учрежденная в 1841 году комиссия по наделению Астраханского войска землями, а также начали свою деятельность станичные училища, где по приказу Брюггера мальчиков обучали военному строю. Также под его непосредственное командование попала рота военных кантонистов, существовавших в то время в Астрахани.
С 3 апреля 1849 года генерал-лейтенант.

## Награды
- Награждён орденом Св. Георгия 4-й степени (№ 5922; 3 декабря 1839).
- Также награждён другими орденами Российской империи.